# Jasmin Handanovič
Jasmin Handanovič (Lubiana, 28 gennaio 1978) è un ex calciatore sloveno, di ruolo portiere.

## Biografia
È cugino di Samir Handanovič, anch'egli calciatore professionista.

## Carriera

### Club
Trascorre le giovanili nel Svoboda Ljubljana ma nel 1996 entra in prima squadra nell'Olimpia Lubiana dove ha esordito nella stagione 1997-1998 giocando 5 incontri. Nella successiva stagione gioca 6 partite di campionato sloveno. Trova una sola presenze tra il 1999 e il 2001 quando viene acquistato dal ND Triglav Kranj contando poche presenze prima di tornare allo Svoboda Ljubljana nella stagione 2003-2004 dove riesce a trovare molto spazio riuscendo a giocare da titolare.
Dopo esser tornato a militare nella stagione 2004-05 nell'Olimpia Lubiana passa all'FC Koper dove riesce a conquistare la Coppa di Slovenia nel 2006 ricoprendo un ruolo da titolare in campionato dove la squadra giunge al terzo posto. A fine stagione riesce a conquistare la seconda coppa nazionale slovena prima di giungere al Mantova nell'estate 2007 firmando un contratto biennale ed indossando il numero 31. Il 27 novembre 2008 rinnova fino al 30 giugno 2012 con i biancobardati.
Il 4 agosto 2009 subisce un grave infortunio che lo tiene lontano dai campi di calcio per almeno due mesi ma ritorna ad allenarsi verso gli inizi di settembre 2009 con la squadra. Il 1º maggio 2010, dopo che da diversi mesi la società non pagava gli stipendi ai calciatori, è uno dei primi giocatori biancobardati a chiedere di essere svincolato dalla società. Dopo tre stagioni giocate discretamente nel Mantova,  il 6 luglio 2010 viene acquistato dall'Empoli.. Esordisce in Coppa Italia in Empoli-Reggiana (4-1) giocando da titolare, e nel prosieguo di stagione, in continua competizione con l'altro estremo difensore Pelagotti, riesce a ritagliarsi notevole spazio, collezionando 26 presenze. Il 21 luglio 2011 torna in patria, con la maglia del Maribor, con cui vince, nei 10 anni seguenti, 6 campionati sloveni, 2 coppe di Slovenia ed una supercoppa slovena.

### Nazionale
Milita in Nazionale dal 2007 divenendo il secondo portiere della nazionale maggiore dietro al cugino Samir. Partecipa al Mondiale 2010 in Sudafrica senza scendere in campo.

## Statistiche

### Presenze e reti nei club
Statistiche aggiornate al 24 marzo 2021.
| Stagione        | Squadra         | Campionato      | Campionato | Campionato | Coppe nazionali | Coppe nazionali | Coppe nazionali | Coppe continentali | Coppe continentali | Coppe continentali | Altre coppe | Altre coppe | Altre coppe | Totale | Totale |
| Stagione        | Squadra         | Comp            | Pres       | Reti       | Comp            | Pres            | Reti            | Comp               | Pres               | Reti               | Comp        | Pres        | Reti        | Pres   | Reti   |
| --------------- | --------------- | --------------- | ---------- | ---------- | --------------- | --------------- | --------------- | ------------------ | ------------------ | ------------------ | ----------- | ----------- | ----------- | ------ | ------ |
| 2005-2006       | Koper           | 1.SNL           | 26         | -29        | CS              | 0               | 0               | -                  | -                  | -                  | -           | -           | -           | 26     | -29    |
| 2006-2007       | Koper           | 1.SNL           | 33         | -31        | CS              | 2               | -4              | -                  | -                  | -                  | SS          | 0           | 0           | 35     | -35    |
| Totale Koper    | Totale Koper    | Totale Koper    | 59         | -60        |                 | 2               | -4              |                    | -                  | -                  |             | 0           | 0           | 61     | -64    |
| 2007-2008       | Mantova         | B               | 11         | -12        | CI              | 1               | -1              | -                  | -                  | -                  | -           | -           | -           | 12     | -13    |
| 2008-2009       | Mantova         | B               | 40         | -44        | CI              | 2               | -3              | -                  | -                  | -                  | -           | -           | -           | 42     | -47    |
| 2009-2010       | Mantova         | B               | 23         | -33        | CI              | 0               | 0               | -                  | -                  | -                  | -           | -           | -           | 23     | -33    |
| Totale Mantova  | Totale Mantova  | Totale Mantova  | 74         | -89        |                 | 3               | -4              |                    | -                  | -                  |             | -           | -           | 77     | -93    |
| 2010-2011       | Empoli          | B               | 26         | -26        | CI              | 1               | -1              | -                  | -                  | -                  | -           | -           | -           | 27     | -27    |
| 2011-2012       | Maribor         | 1.SNL           | 26         | -29        | CS              | 2               | 0               | UCL+UEL            | 2+8                | -3 + -17           | SS          | 0           | 0           | 38     | -49    |
| 2012-2013       | Maribor         | 1.SNL           | 33         | -31        | CS              | 6               | -4              | UCL+UEL            | 6+6                | -6 + - 10          | SS          | 1           | -1          | 52     | -52    |
| 2013-2014       | Maribor         | 1.SNL           | 34         | -30        | CS              | 4               | -4              | UCL+UEL            | 6+8                | -5 + -16           | SS          | 1           | 0           | 53     | -55    |
| 2014-2015       | Maribor         | 1.SNL           | 34         | -31        | CS              | 1               | 0               | UCL                | 12                 | -16                | SS          | 0           | 0           | 47     | -47    |
| 2015-2016       | Maribor         | 1.SNL           | 35         | -34        | CS              | 6               | -6              | UCL                | 2                  | -3                 | SS          | 1           | 0           | 44     | -43    |
| 2016-2017       | Maribor         | 1.SNL           | 32         | -24        | CS              | 0               | 0               | UEL                | 6                  | -5                 | -           | -           | -           | 38     | -29    |
| 2017-2018       | Maribor         | 1.SNL           | 33         | -25        | CS              | 1               | 0               | UCL                | 12                 | -20                | -           | -           | -           | 46     | -46    |
| 2018-2019       | Maribor         | 1.SNL           | 16         | -14        | CS              | 0               | 0               | UEL                | 6                  | -3                 | -           | -           | -           | 22     | -17    |
| 2019-2020       | Maribor         | 1.SNL           | 11         | -11        | CS              | 0               | 0               | UCL+UEL            | 0                  | 0                  | -           | -           | -           | 11     | -11    |
| 2020-2021       | Maribor         | 1.SNL           | 0          | 0          | CS              | 0               | 0               | UEL                | 0                  | 0                  | -           | -           | -           | 0      | 0      |
| Totale Maribor  | Totale Maribor  | Totale Maribor  | 254        | -229       |                 | 20              | -14             |                    | 74                 | -104               |             | 3           | -2          | 351    | -349   |
| Totale carriera | Totale carriera | Totale carriera | 413        | -404       |                 | 26              | -23             |                    | 74                 | -104               |             | 3           | -2          | 516    | -533   |

### Cronologia presenze e reti in nazionale
| Cronologia completa delle presenze e delle reti in nazionale ― Slovenia | Cronologia completa delle presenze e delle reti in nazionale ― Slovenia | Cronologia completa delle presenze e delle reti in nazionale ― Slovenia | Cronologia completa delle presenze e delle reti in nazionale ― Slovenia | Cronologia completa delle presenze e delle reti in nazionale ― Slovenia | Cronologia completa delle presenze e delle reti in nazionale ― Slovenia | Cronologia completa delle presenze e delle reti in nazionale ― Slovenia | Cronologia completa delle presenze e delle reti in nazionale ― Slovenia |
| Data                                                                    | Città                                                                   | In casa                                                                 | Risultato                                                               | Ospiti                                                                  | Competizione                                                            | Reti                                                                    | Note                                                                    |
| ----------------------------------------------------------------------- | ----------------------------------------------------------------------- | ----------------------------------------------------------------------- | ----------------------------------------------------------------------- | ----------------------------------------------------------------------- | ----------------------------------------------------------------------- | ----------------------------------------------------------------------- | ----------------------------------------------------------------------- |
| 19-11-2008                                                              | Maribor                                                                 | Slovenia                                                                | 3 – 4                                                                   | Bosnia ed Erzegovina                                                    | Amichevole                                                              | -2                                                                      | 51’                                                                     |
| 28-3-2009                                                               | Maribor                                                                 | Slovenia                                                                | 0 – 0                                                                   | Rep. Ceca                                                               | Qual. Mondiali 2010                                                     | -                                                                       |                                                                         |
| 1-4-2009                                                                | Belfast                                                                 | Irlanda del Nord                                                        | 1 – 0                                                                   | Slovenia                                                                | Qual. Mondiali 2010                                                     | -1                                                                      |                                                                         |
| 17-11-2010                                                              | Capodistria                                                             | Slovenia                                                                | 1 – 2                                                                   | Georgia                                                                 | Amichevole                                                              | -2                                                                      | 53’                                                                     |
| 9-2-2011                                                                | Tirana                                                                  | Albania                                                                 | 1 – 2                                                                   | Slovenia                                                                | Amichevole                                                              | -1                                                                      |                                                                         |
| 6-9-2011                                                                | Firenze                                                                 | Italia                                                                  | 1 – 0                                                                   | Slovenia                                                                | Qual. Euro 2012                                                         | -1                                                                      |                                                                         |
| 15-8-2012                                                               | Lubiana                                                                 | Slovenia                                                                | 4 – 3                                                                   | Romania                                                                 | Amichevole                                                              | -3                                                                      | 67’                                                                     |
| 7-9-2012                                                                | Lubiana                                                                 | Slovenia                                                                | 0 – 2                                                                   | Svizzera                                                                | Qual. Mondiali 2014                                                     | -2                                                                      |                                                                         |
| Totale                                                                  |                                                                         | Presenze                                                                | 8                                                                       |                                                                         | Reti                                                                    | -12                                                                     |                                                                         |

## Palmarès

### Club

#### Competizioni nazionali
- Coppa di Slovenia: 4

Koper: 2005-2006, 2006-2007
Maribor: 2011-2012, 2015-2016
- Campionato sloveno: 6

Maribor: 2011-2012, 2012-2013, 2013-2014, 2014-2015, 2016-2017, 2018-2019
- Supercoppa di Slovenia: 1

Maribor: 2013